# Іраклій Квірікідзе
Іраклій Квірікадзе (*12 липня 1939, Батумі, Грузинська РСР, СРСР) — радянський і грузинський кінорежисер, сценарист, письменник, педагог. Заслужений діяч мистецтв Грузинської РСР (1983).

## Біографія
Іраклій Квірікадзе народився 12 липня 1939 в Батумі. У 1964 закінчив факультет журналістики Тбіліського університету, а в 1968 — режисерський факультет ВДІКу (майстерня Григорія Чухрая), захистив диплом за спеціальністю «режисура ігрового фільму» в 1971. У 1957—1959 — асистент режисера на студії «Грузія-фільм», паралельно працював в редакції газети «Молодь Грузії». У 1969—1974 — режисер творчого об'єднання «Телефільм» (Тбілісі), де зняв кілька документальних фільмів, з 1974 — режисер кіностудії «Грузія-фільм».
На ТО «Телефільм» (Тбілісі) зняв документальні фільми «Вирішальний крок», «В горах Паміру», «Заздравна».
Автор або співавтор сценаріїв своїх фільмів, а також фільмів «Робінзонада, або Мій англійський дідусь» (1987), «Садно» (1988), «Чудовисько або хтось інший» (1988), «Ліміта» (1994, співавтор), «Тисяча і один рецепт закоханого кулінара» (1996). Значиться в титрах («за участю») фільму «Generation „П“» (2011).
Режисер монтажу фільму «Хрестоносець» (1995).
В останні роки живе в Лос-Анджелесі, працює в США, Франції, Німеччини, Грузії.
Заслужений діяч мистецтв Грузинської РСР (1983).
Переможець конкурсу на «Приз Ейзенштейна» (1993 — сценарій «Вбивство Вілліама Шекспіра»)

## Фільмографія

### Режисерські роботи
- «Глечик» (1970)
- «Містечко Анара» (1976)
- «Плавець» (1981)
- «Моя тітка Дуду» (1984)
- «Повернення Ольмеса» (1984)
- «Сльози Дон Жуана» (1989)
- «Гіга, ангел, Сніжок та інші» (1989)
- «Подорож товариша Сталіна в Африку» (1991)
- «Саша-тигр» (2001, документальний)
- «Святий Георгій» (2006, документальний)
- «З полум'я і світла» (2006)
- «Найкраща бабуся» (2009)
- «Москво, я люблю тебе!», новела «Нікітські ворота» (2010)
- «Распутін» (2013, російська версія)

### Сценарії
- «Містечко Анара» (1976),
- «Плавець» (1981),
- «Моя тітка Дуду» (1984),
- «Повернення Ольмеса» (1984),
- «Робінзонада, або Мій англійський дідусь» (1987),
- «Чудовисько або хтось інший» (1988),
- «Сльози Дон Жуана» (1989),
- «Подорож товариша Сталіна в Африку» (1991),
- «Ліміта» (1994),
- «Тисяча і один рецепт закоханого кулінара» (1996),
- «Місячний тато» (1998).
- «Літо, або 27 загублених поцілунків» (2000),
- «Андерсен. Життя без любові» (2006),
- «Метеоідіот» (2008).
- «Распутін» (2011)